# Travessia Marítima Salvador/Itaparica
A travessia Marítima Salvador/Itaparica (TMSI), também conhecida como travessia São Joaquim-Bom Despacho, é uma linha intermunicipal de transporte hidroviário no Brasil que atravessa a Baía de Todos os Santos para ligar a ilha de Itaparica ao continente. Os dois terminais da travessia são o São Joaquim, no município de Salvador (no continente), e o de Bom Despacho, no município de Itaparica (na ilha). A travessia é realizada por ferry-boats, balsas que conectam esses dois municípios integrantes da Região Metropolitana de Salvador, no estado brasileiro da Bahia. Devido a uma concessão pública, o sistema (incluindo os terminais) é operado pela Internacional Travessias Salvador, empresa subsidiária baiana da maranhense Internacional Marítima. A travessia ocorre a cada hora, podendo o intervalo de espera ser diminuído conforme a demanda, que aumenta consideravelmente no verão.
Na rede de transportes estadual, a travessia integra o Sistema de Transporte Hidroviário Intermunicipal de Passageiros e Veículos do Estado da Bahia (SHI), definido pela lei estadual da Bahia n. 12 044, de 4 de janeiro de 2011. Essa é uma das rotas marítimas entre Salvador e a ilha, havendo também a linha entre o Terminal Náutico da Bahia, em Salvador, para Mar Grande, em Vera Cruz, outro município localizado na ilha de Itaparica.

## História

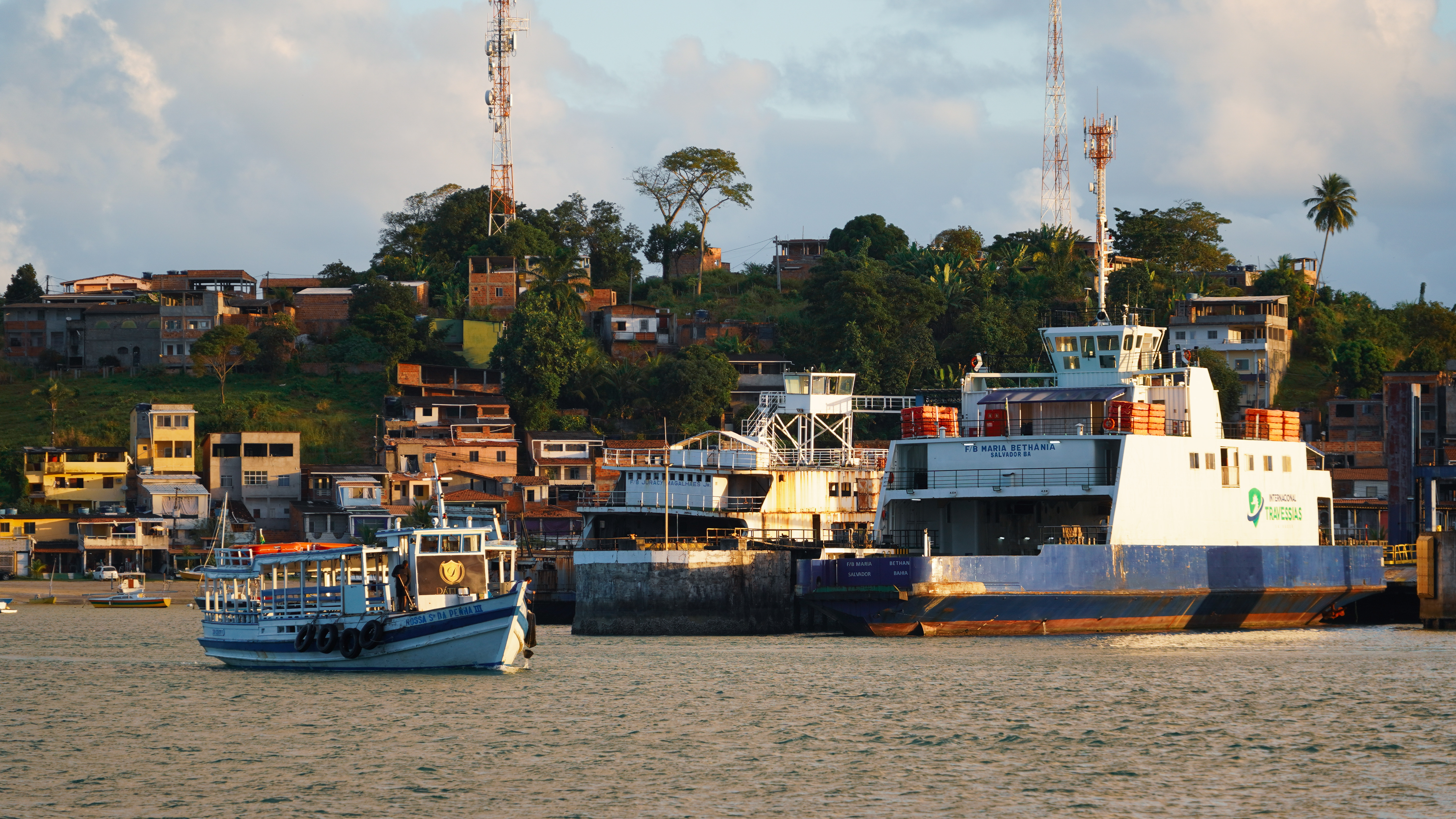
Terminal Hidroviário de Bom Despacho.

A travessia foi implantada no contexto da priorização do transporte rodoviário no Brasil e a crise na navegação de cabotagem. Na década de 1960, a Companhia de Navegação Baiana (CNB) foi restringida por determinação do Governo Federal a entregar as embarcações das linhas costeiras, passando a realizar o transporte basicamente nas águas da Baía de Todos-os-Santos. No governo de Luiz Vianna Filho (1967-1971), o estudo Projeto de Conjugação Rodo-Aqllavia por Ferry-Boat, encomendado à empresa fluminense de consultoria Serviços de Planejamento (SPL), analisou a possibilidade de implantação do Sistema Ferry-boat. O estudo recomendou a criação de um órgão governamental, foi criado o Grupo Executivo da Ligação Salvador-Itaparica-Nazaré (GELSIN), a unificação das linhas da CNB em uma única, a construção de malha rodoviária para conectar por via terrestre os antigos pontos atendidos pelos serviços da CNB, das embarcações, dos dois terminais e da Ponte João das Botas (Ponte do Funil), entre o sul da ilha e o continente. Enquanto as embarcações foram fabricadas no estaleiro SÓ/SA em Porto Alegre, as duas últimas obras foram realizadas pela vencedora da licitação, a Construtora Norberto Odebrecht (atual OEC).

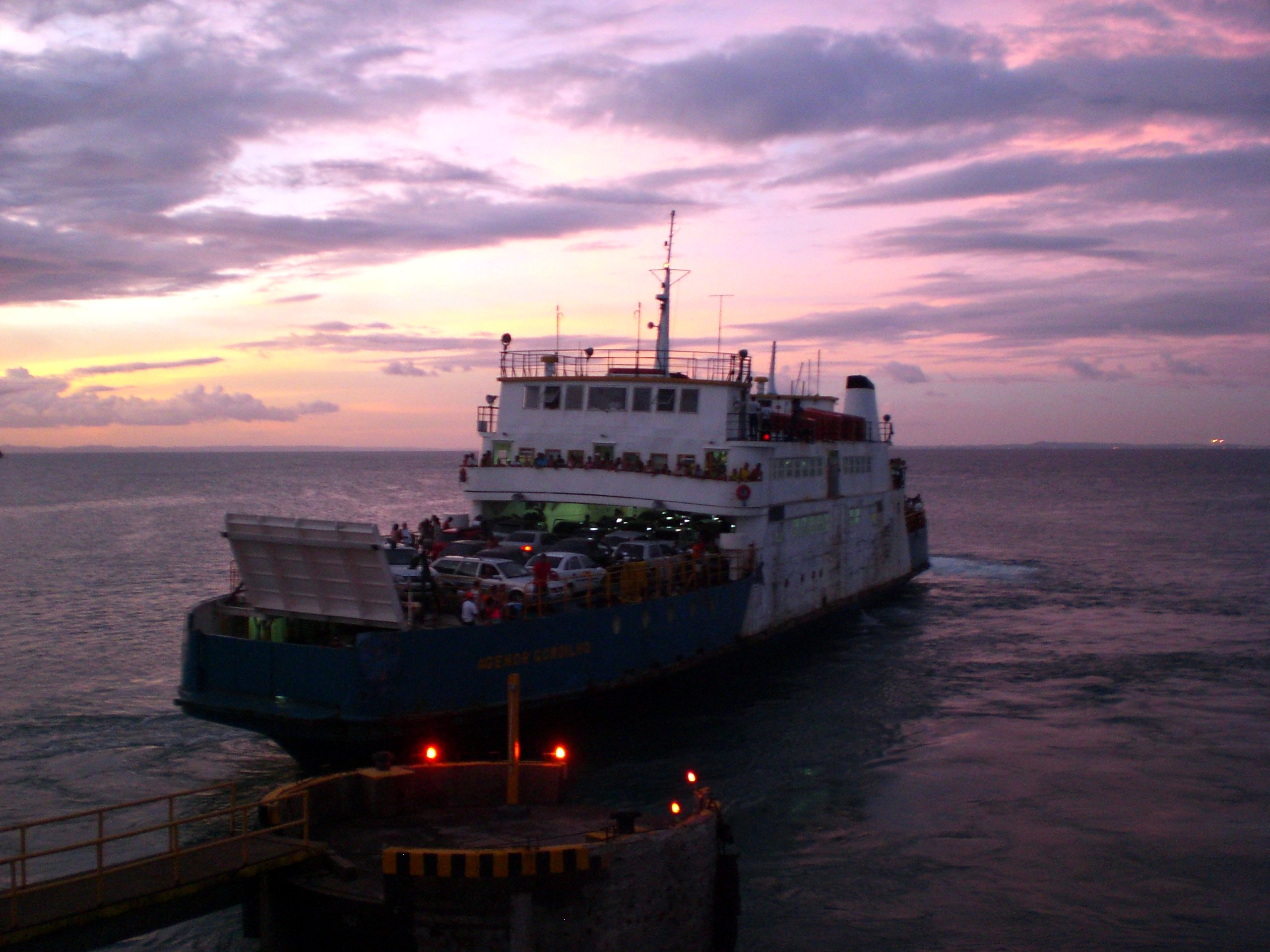
Ferry-boat Agenor Gordilho saindo de Itaparica, o mais antigo do sistema

A inauguração ocorreu mesmo sem a entrega das embarcações, que atrasaram dois anos e meio. E ainda que as obras também estivessem parcialmente concluídas, o governador Luiz Viana Filho as inaugurou em 8 de dezembro de 1970. Enquanto os ferries não chegaram, a CNB manteve as várias linhas e fazia o transporte somente de passageiros entre os novos terminais. O Navio Agenor Gordilho foi o primeiro a chegar, em 4 de julho de 1972. Logo após, veio o segundo navio, o Juracy Magalhães. Entretanto, a inconclusão das obras fez com que a viagem inaugural somente ocorresse em 5 de dezembro de 1972, já na gestão do governador Antonio Carlos Magalhães. A implantação do sistema teve grande impacto na economia das cidades do Recôncavo Baiano, em decadência na época, em virtude da redução dos custos e distâncias após os aumentos do preço do petróleo na década de 1970 ao conectar Salvador-Itaparica-Nazaré-Santo Antônio de Jesus, e na Ilha de Itaparica, pela interligação terrestre das áreas litorâneas.
Em 1987, durante a gestão de Waldir Pires, duas embarcações (Vera Cruz e Monte Serrat) compradas pelo Governo da Bahia, com financiamento do Banco Nacional de Desenvolvimento Econômico e Social (BNDES), foram transferidas para o Maranhão com as quais inaugurou a travessia São Luís-Alcântara, operada pela Internacional Marítima, rebatizando-as como Pinheiro e Alcântara. Para suprir a saída das duas embarcações, os navios Agenor Gordilho e Juracy Magalhães Júnior, tiveram mais um compartimento para veículos, aumentando a capacidade de veículos por viagem e foram apelidados de "dose dupla". Cada um teria capacidade para levar aproximadamente 96 veículos por viagem. Em 1992, quando Antônio Carlos Magalhães era governador, ambos os navios foram trazidos de volta para a reincorporação à frota do sistema baiano operado pela CNB.

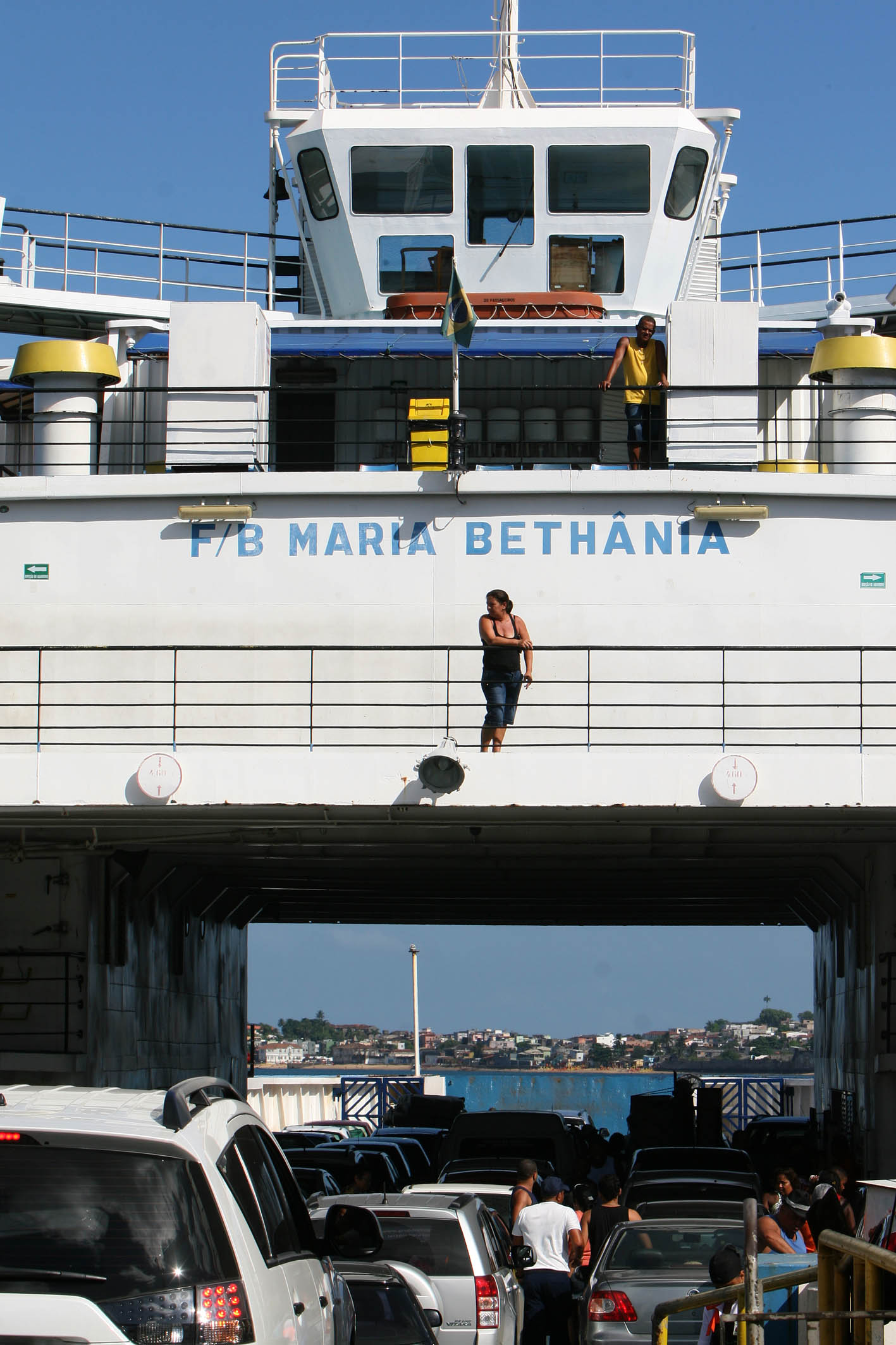
Ferry Maria Bethânia de saída da capital no fim de 2011. À época, operado pela TWB

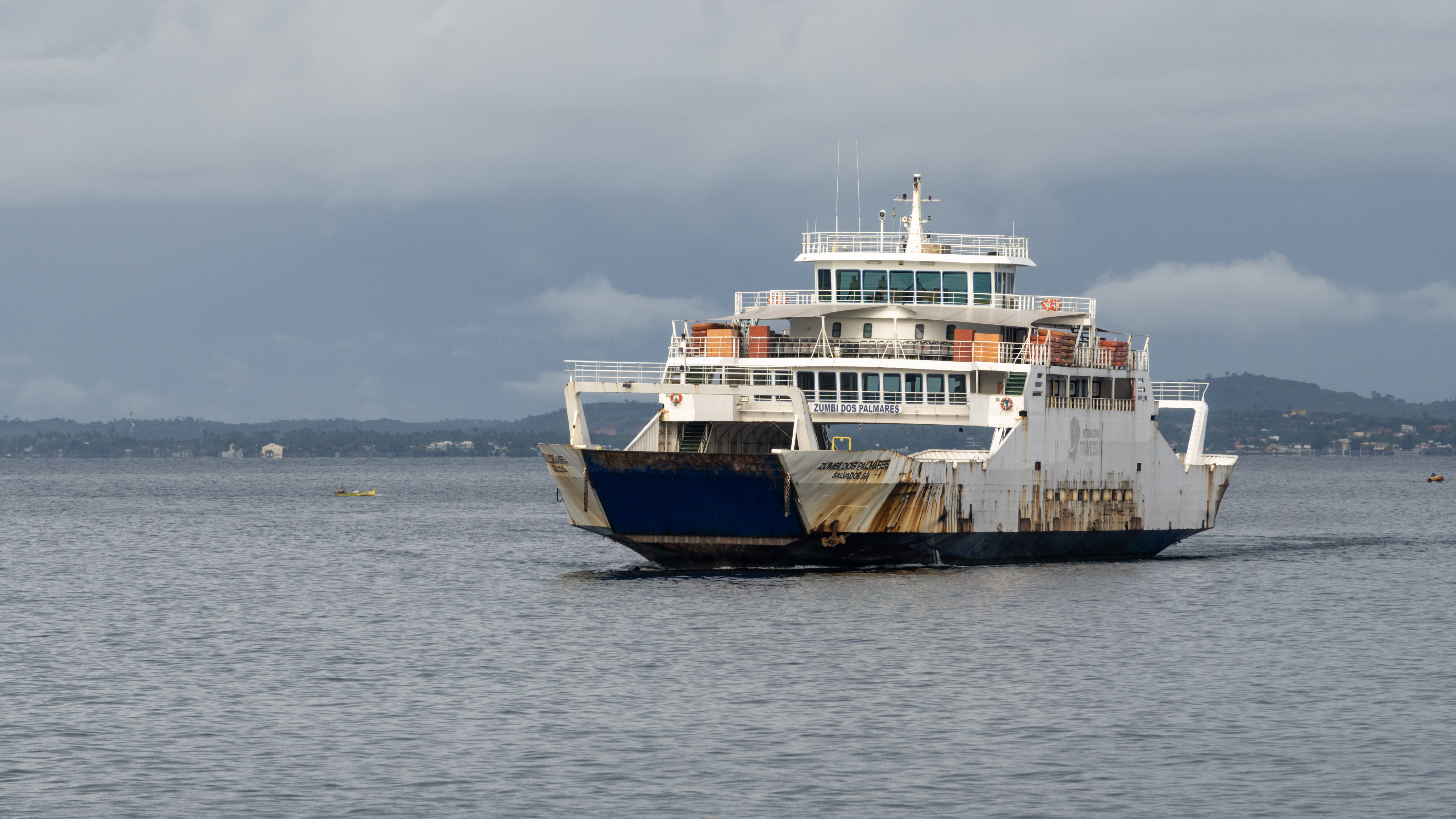
FB Zumbi dos Palmares, o de maior capacidade do sistema e um das duas embarcações compradas da Grécia

O Sistema Ferry-Boat, operado primeiramente pela estatal estadual Companhia de Navegação Baiana, foi alvo das medidas neoliberais da década de 1990. Em 1996, ano da concessão, a CNB operava com 8 ferries em situação deficitária de R$ 8 milhões. O único participante e vencedor da concorrência pública para a concessão do serviço, o Consórcio Marítimo da Bahia (Comab), era formado por um grupo de empresários paulistas e tornou-se alvo de críticas dos usuários, em razão do aumento das tarifas e do descaso em relação à conservação das embarcações. A Comab foi sucedida pela Kaimi, quando o sistema sofreu a intervenção decretada pelo governador Paulo Souto. A seguir, o serviço foi licitado novamente, e a empresa TWB Bahia foi a ganhadora da concessão, a partir de 22 de fevereiro de 2006. Contudo,  a empresa foi afastada e sofreu intervenção devido à má qualidade do serviço prestado. Em seguida, a Agência Estadual de Serviços Públicos de Energia, Transportes e Comunicações da Bahia (AGERBA) assumiu o controle do serviço. Mais tarde, a Internacional Marítima (IM), empresa maranhense operadora da travessia São Luís-Alcântara, assumiu, por meio de licitação emergencial (de caráter temporário), a operação do sistema. Esse contrato emergencial perdurou por dez meses, quando a IM venceu a nova licitação para concessão do sistema por 25 anos e, então, constituiu uma nova empresa especificamente para tal operação, a Internacional Travessias Salvador S.A.
Em 2014, duas novas embarcações (Zumbi dos Palmares e Dorival Caymmi), com capacidade superior à daquelas em funcionamento, foram compradas da Grécia, durante a crise da dívida grega, por 18 milhões de euros.

## Frota
Sete embarcações compõem a frota da travessia marítima, com capacidades diferentes, incluindo duas recém-compradas em reparos. São elas: FB Anna Nery (capacidade para 60 veículos), FF Ivete Sangalo (capacidade para 60 veículos),FB Maria Bethânia (capacidade para 1000 passageiros e 55 veículos), FB Pinheiro (capacidade para 50 veículos), FB Rio Paraguaçu (capacidade para 50 veículos), Zumbi dos Palmares (capacidade para 208 veículos) e Dorival Caymmi (capacidade para 180 veículos).
Já fizeram parte da frota, desde a década de 1970, Ipuaçu, Mont Serrat e Gal Costa. O primeiro, desativado desde 2013, iria ser desmontado e vendido como sucata, porém, a Internacional Marítima garantiu que poderia ser recuperado e seu projeto de reforma, então, seria licitado para voltar à operação, desta vez ao transporte de carretas e outros veículos pesados, mas não aconteceu e foi para desmanche, junto com a embarcação Mont Serrat. O último sofreu desmonte entre os anos de 2005 e 2006 até ser leiloado o restante. O segundo não pertence mais ao governo estadual, e assim como o Gal Costa esteve enquanto existiu, o Ipuaçu e o Mont Serrat passaram anos na marina de Aratu. O Ipuaçu e o Mont Serrat, foram para desmanche. Já o Agenor Gordilho e Juracy Magalhaes Jr, os primeiros do sistema, foram desativados para serem naufragados e servirem de atração turistica. O naufrágio assistido do Agenor Gordilho, aconteceu em 20 de Novembro de 2020, por volta das 12:30, na Baía de Todos os Santos, mas imediações do corredor da Vitória. O Juracy Magalhães Júnior teve o seu naufrágio assistido ocorreu em 21 de Março de 2025, aproximidamente as 15h.